# Volby v Belgii
Volby v Belgii poskytuje informace o volbách a výsledcích voleb v Belgii.
Hlasování v Belgii je povinné a podílí se na něm okolo 90 % občanů s voličským právem. Belgičtí voliči mohou:
- Hlasovat pro seznam jako celek, což vyjadřuje souhlas s pořadím, která strana zvolila.
- Hlasovat pro jednoho nebo více jednotlivých kandidátů, které patří k jedné straně, bez ohledu na jeho pořadí v seznamu.
- Hlasovat pro jednoho nebo více náhradníků.
- Odevzdat čistý list, takže nikdo neobdrží hlas

V Belgii se hlasuje téměř výhradně elektronicky na počítači. Několik týdnů před volbami obdrží každý Belgičan starší 18 let hlasovací kartu s údaji o tom, kde má hlasovat. Hlasuje se ve školách.

## Poslední federální volby

### Sněmovna reprezentantů
Dne 13. června 2010 se konaly volby do Sněmovny reprezentantů.
| | Nová vlámská aliance (Nieuw-Vlaamse Alliantie)                            | 1 135 617 | 17,40% | *       | 27  | *   |
| | Socialistická strana (Parti socialiste)                                   | 894 543   | 13,71% | ▲+2,85% | 26  | ▲+6 |
| | Křesťanskodemokratická a vlámská strana (Christen-Democratisch en Vlaams) | 707 986   | 10,85% | *       | 17  | *   |
| | Reformní hnutí (Mouvement réformateur)                                    | 605 617   | 9,28%  | ▼−3,23% | 18  | ▼−5 |
| | Socialistická strana - jinak (Socialistische Partij – Anders)             | 602 867   | 9,24%  | ▼−1,02% | 13  | ▼−1 |
| | Vlámští liberálové a demokraté (Open Vlaamse Liberalen en Democraten)     | 563 873   | 8,64%  | ▼−3,19% | 13  | ▼−5 |
| | Vlámský zájem (Vlaams Belang)                                             | 506 697   | 7,76%  | ▼−4,23% | 12  | −5  |
| | Humanistický demokratický střed (Centre démocrate humaniste)              | 360 441   | 5,53%  | ▼−0,53% | 9   | ▼−1 |
| | Ecolo                                                                     | 313 047   | 4,80%  | ▼−0,30% | 8   | ▬±0 |
| | Zelení! (Groen!)                                                          | 285 989   | 4,38%  | ▲+0,40% | 5   | ▲+1 |
| | Dedeckerova listina (Lijst Dedecker)                                      | 150 577   | 2,31%  | ▼−1,72% | 1   | ▼−4 |
| | Lidová strana (Parti populaire)                                           | 84 005    | 1,29%  | ▲+1,29% | 1   | ▲+1 |
| | Ostatní                                                                   | 316 108   | 4,84%  | —       | —   | —   |
| Celkem (volební účast 89,2%) | Celkem (volební účast 89,2%)                                              | 6 527 367 | 100%   |         | 150 |     |
| Zdroj: Federální portál – sněmovní volby 2010 Archivováno 11. 9. 2013 na Wayback Machine. Poznámky: * Křesťanskodemokratická a vlámská strana a Nová vlámská aliance kandidovaly v roce 2007 společně s výsledkem 18,51% a 30 mandátů. |                                                                           |           |        |         |     |     |

### Belgický senát
Dne 13. června 2010 se konaly volby do belgického senátu.
| | Nová vlámská aliance (Nieuw-Vlaamse Alliantie)                            | 1 268 894 | 19,61%  | *       | 9  | *   |
| | Socialistická strana (Parti socialiste)                                   | 880 828   | 13,62%  | ▲+3,37% | 7  | ▲+3 |
| | Křesťanskodemokratická a vlámská strana (Christen-Democratisch en Vlaams) | 646 371   | 9,99%   | *       | 4  | *   |
| | Socialistická strana - jinak (Socialistische Partij – Anders)             | 613 091   | 9.48%   | ▼−0,54% | 4  | ▬±0 |
| | Reformní hnutí (Mouvement réformateur)                                    | 599 618   | 9,27%   | ▲+3,04% | 4  | ▼−2 |
| | Vlámští liberálové a demokraté (Vlaamse Liberalen en Democraten)          | 533 171   | 8,24%   | ▼−4,16% | 4  | ▼−1 |
| | Vlámský zájem (Vlaams Belang)                                             | 491 519   | 7,60%   | ▼−4,29% | 3  | ▼−2 |
| | Ecolo                                                                     | 353 111   | 5,46%   | ▼−0,36% | 2  | ▬±0 |
| | Humanistický demokratický střed (Centre démocrate humaniste)              | 331 870   | 5,13%   | ▼−0,77% | 2  | ▬±0 |
| | Zelení! (Groen!)                                                          | 251 605   | 3.89%   | ▲+0,25% | 1  | ▬±0 |
| | Dedeckerova listina (Lijst Dedecker)                                      | 130 777   | 2,02%   | ▼−1,36% | 0  | ▼−1 |
| | Lidová strana (Parti populaire)                                           | 98,858    | 1,53%   | —       | 0  | —   |
| | Ostatní                                                                   | 264 591   | 4,09%   | —       | —  | —   |
| Celkem (volební účast 89,2%) | Celkem (volební účast 89,2%)                                              | 6 469 304 | 100,00% |         | 40 |     |
| Zdroj: Federální portál – Senátní volby 2010 Archivováno 17. 6. 2010 na Wayback Machine. Poznámky: * Křesťanskodemokratická a vlámská strana a Nová vlámská aliance kandidovaly v roce 2007 společně s výsledkem 19,42% a 9 mandátů. |                                                                           |           |         |         |    |     |

### Flandry
| Politická strana    | 2007  | 2007    | 2003  | 2003    | Změna  | Změna   |
| Politická strana    | %     | Mandáty | %     | Mandáty | %      | Mandáty |
| ------------------- | ----- | ------- | ----- | ------- | ------ | ------- |
| CD&V/N-VA           | 29,6  | 30      | 25,3  | 22      | ▲ +4,3 | ▲ +8    |
| VLD                 | 18,8  | 18      | 25,9  | 25      | ▼ -7,1 | ▼ -7    |
| Vlámský zájem       | 19    | 17      | 18,2  | 18      | ▲ +0,8 | ▼ -1    |
| sp.a-spirit         | 16,3  | 14      | 24,9  | 23      | ▼ -8,6 | ▼ -9    |
| Dedeckerova listina | 6,5   | 5       | -     | -       | ▲+6,5  | ▲ +5    |
| Groen!              | 6,3   | 4       | 3,9   | 0       | ▲ +2,4 | ▲ +4    |
| Ostatní             | 3,5   | 0       | 1,8   | 0       | -      |         |
| Celkem              | 100,0 | 88      | 100,0 | 88      | -      |         |